# Victor Ramdin
Annand Mahendra „Victor“ Ramdin (* 28. Mai 1968 in Georgetown, Guyana) ist ein professioneller US-amerikanischer Pokerspieler. Er gewann 2006 das Main Event der World Poker Tour.

## Persönliches
Ramdin wurde 1968 in der guyanischen Hauptstadt Georgetown geboren und lebte später einige Jahre im New Yorker Stadtteil Bronx. Dort betrieb er mehrere Läden und investierte in Immobilien. Heute investiert er viel in das Projekt Guyana Watch, einem medizinischen Hilfsprogramm für Kinder in seinem Geburtsland Guyana. Ramdin lebt in Toronto.

## Pokerkarriere
Ramdin lernte Poker von Freunden. Seine erste Geldplatzierung bei einem Live-Turnier erzielte er im Dezember 2002 in Atlantic City. Im Mai 2003 war er erstmals bei der World Series of Poker im Binion’s Horseshoe in Las Vegas erfolgreich und kam bei zwei Turnieren ins Geld, u. a. beim Main Event, bei dem er den mit 35.000 US-Dollar dotierten 29. Platz belegte. Sein bislang größter Erfolg war der Sieg beim Main Event der World Poker Tour im April 2006 in Mashantucket, bei dem er sich eine Siegprämie von über 1,3 Millionen US-Dollar sicherte.
Insgesamt hat sich Ramdin mit Poker bei Live-Turnieren mehr als 5 Millionen US-Dollar erspielt. Er war bis 2018 unter dem Nickname VictorRamdin Teil des Team PokerStars.